# Brevitrichia nayariti
Brevitrichia nayariti är en tvåvingeart som beskrevs av Kelsey 1971. Brevitrichia nayariti ingår i släktet Brevitrichia och familjen fönsterflugor. Inga underarter finns listade i Catalogue of Life.